# Морган (округ, Джорджия)
Мо́рган (англ. Morgan County) — округ штата Джорджия, США. Население округа на 2000 год составляло 15 457 человек. Административный центр округа — город Мадисон.

## История
Округ Морган основан в 1807 году.

## География
Округ занимает площадь 906.5 км2.

## Демография
Согласно Бюро переписи населения США, в округе Морган в 2000 году проживало 15 457 человек. Плотность населения составляла 17.1 человек на квадратный километр.